# Нижерадзе, Константин Константинович

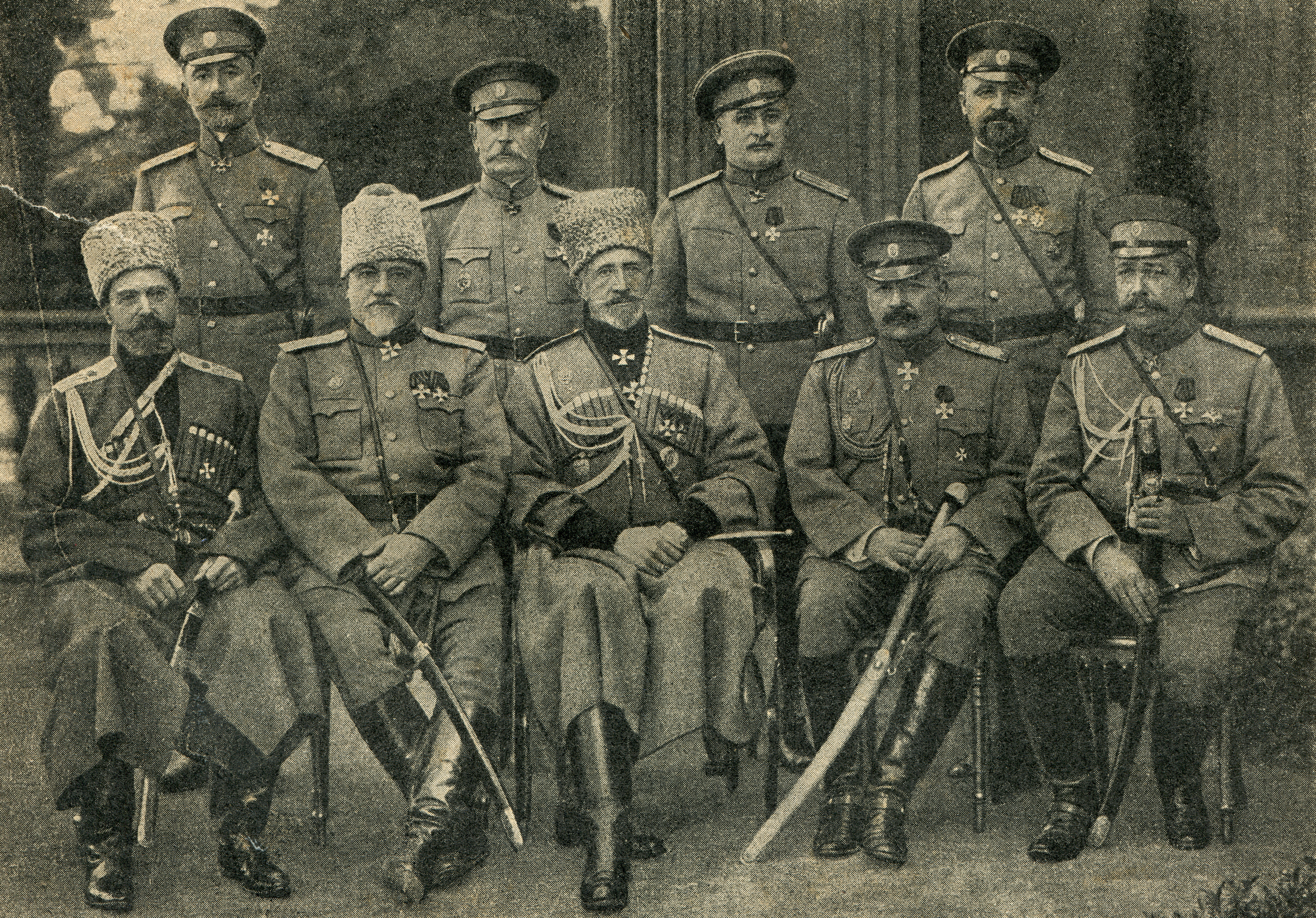
Георгиевская дума кавказского фронта. Князь Нижерадзе в чине полковника стоит второй слева.

князь Константин Константинович Нижерадзе (26 сентября 1869 — после 1917) — генерал-майор Российской императорской армии, участник русско-японской и Первой мировой войн. Кавалер ордена Святого Георгия 4-й степени (1907).

## Биография
Константин Нижерадзе родился 26 сентября 1869 года. По вероисповеданию был православным. Окончил Тифлисский кадетский корпус. После чего, 18 сентября 1888 года поступил на службу в Российскую императорскую армию. Военное образование получил в 3-м военном Александровском училище, из которого был выпущен в 153-й пехотный Бакинский полк. 10 августа 1889 года получил старшинство в чине подпоручика, 10 августа 1893 года — в чине поручика, 6 мая 1900 года — в чине штабс-капитана, 10 августа 1901 года — в чине капитана.
Принимал участие в русско-японской войне. Некоторое время был командиром роты в 138-м пехотном Болховском полку. Во время войны был ранен. После её окончания был переведён на службу в 153-й пехотный Бакинский полк, а затем в 155-й пехотный Кубинский полк. В 1907 году «за отличие» был произведён в подполковники со старшинством с 26 ноября 1907 года, 6 сентября 1911 года получил старшинство в чине полковника. По состоянию на 1 марта 1914 года служил в 154-м пехотном Дербентском полку.
Участвовал в Первой мировой войне. С 27 февраля 1915 года по 24 августа 1916 года был командиром  154-го пехотного Дербентского полка. 16 июля 1916 года «за отличие в делах» был произведён в генерал-майоры со старшинством с 1 февраля 1916 года. С 24 августа 1916 года по 1917 год занимал должность командира бригады в 66-й пехотной дивизии.

## Награды
Константин Константинович Нижерадзе был пожалован следующими наградами:
- Орден Святого Георгия 4-й степени (Высочайший приказ от 25 февраля 1907)
«за отличный подвиг, выказанный им 25.02.1905, когда части полка с патронными двуколками и знаменем отступали с позиции у Императорских могил и были неожиданно встречены сильным ружейным и пулеметным огнем неприятеля, он, по собственному почину, развернул людей своей роты в цепь и атаковал противника, чем привлек на себя огонь японцев и тем дал возможность знамени и позади следовавшим частям двигаться далее на север»;
- Орден Святого Владимира 3-й степени с мечами (Высочайший приказ от 21 апреля 1915);
- Орден Святого Владимира 4-й степени (Высочайший приказ от 16 мая 1914); мечи и бант к ордену (Высочайший приказ от 13 мая 1915);
- Орден Святой Анны 2-й степени (1910); мечи к ордену (Высочайший приказ от 28 декабря 1916);
- Орден Святой Анны 3-й степени с мечами и бантом (1905);
- Орден Святой Анны 4-й степени с мечами и бантом (1905);
- Орден Святого Станислава 2-й степени с мечами (1905).